# Чемпионат мира по биатлону 1996
31-й чемпионат мира по биатлону прошёл с 3 по 11 февраля 1996 года в немецком городе Рупольдинг.

## Таблица медалей
| Место | Страна   |   |   |   | Всего |
| ----- | -------- | - | - | - | ----- |
| 1     | Россия   | 4 | 4 | 0 | 8     |
| 2     | Германия | 2 | 1 | - | 3     |
| 3     | Франция  | 1 | 1 | 1 | 3     |
| 4     | Беларусь | 1 | - | 2 | 3     |
| 5     | Украина  | - | 1 | 2 | 3     |
| 6     | Норвегия | - | 1 | - | 1     |
| 7     | Италия   | - | - | 2 | 2     |
| 8     | Швеция   | - | - | 1 | 1     |

## Мужчины

### Спринт 10 км
Дата: 9 февраля 1996
| Место             | Страна   | Спортсмен             | Время    | Стр. |
| ----------------- | -------- | --------------------- | -------- | ---- |
| 1                 | Россия   | Владимир Драчев       | 26:52.3  | 0-1  |
| 2                 | Россия   | Виктор Майгуров       | + 9.7    | 0-0  |
| 3                 | Италия   | Рене Катаринусси      | + 38.7   | 0-0  |
| 4                 | Италия   | Пьер-Альберто Каррара | + 38.9   | 0-0  |
| 5                 | Норвегия | Фруде Андресен        | + 41.4   | 0-1  |
| 6                 | Норвегия | Уле-Эйнар Бьёрндален  | + 44.4   | 0-0  |
| 7                 | Италия   | Вильфрид Паллхубер    | + 48.4   | 0-0  |
| 8                 | Чехия    | Петр Гарабик          | + 1:05.7 | 0-0  |
| 9                 | Россия   | Сергей Тарасов        | + 1:08.6 | 1-1  |
| 10                | Россия   | Алексей Кобелев       | + 1:15.2 | 0-0  |
| Финишный протокол |          |                       |          |      |

### Индивидуальная гонка на 20 км
Дата: 4 февраля 1996
| Место             | Страна    | Спортсмен       | Время    | Стр.    |
| ----------------- | --------- | --------------- | -------- | ------- |
| 1                 | Россия    | Сергей Тарасов  | 52:03.2  | 0-0-0-0 |
| 2                 | Россия    | Владимир Драчев | + 2:06.1 | 0-0-0-2 |
| 3                 | Беларусь  | Вадим Сашурин   | + 2:10.7 | 0-1-0-0 |
| 4                 | Италия    | Хуберт Лайтгеб  | + 2:26.1 | 0-0-0-0 |
| 5                 | Россия    | Алексей Кобелев | + 3:04.8 | 0-1-0-1 |
| 6                 | Польша    | Томаш Сикора    | + 3:18.0 | 1-0-0-0 |
| 7                 | Беларусь  | Александр Попов | + 3:32.8 | 0-0-0-1 |
| 8                 | Германия  | Франк Лук       | + 3:41.8 | 0-0-0-1 |
| 9                 | Германия  | Рикко Гросс     | + 3:46.2 | 1-0-0-0 |
| 10                | Швейцария | Жан-Марк Шаблоз | + 3:48.9 | 0-1-0-0 |
| Финишный протокол |           |                 |          |         |

### Эстафета 4 Х 7,5 км
Дата: 11 февраля 1996
| Место             | Страна    | Спортсмен                                                        | Время     | Стр.  |
| ----------------- | --------- | ---------------------------------------------------------------- | --------- | ----- |
| 1                 | Россия    | Виктор Майгуров Владимир Драчев Сергей Тарасов Алексей Кобелев   | 1:19:50.8 | 0     |
| 2                 | Германия  | Рикко Гросс Петер Зендель Франк Лук Свен Фишер                   | + 1:00.1  | 0 1   |
| 3                 | Беларусь  | Алексей Айдаров Олег Рыженков Вадим Сашурин Александр Попов      | + 1:15.1  | 0     |
| 4                 | Норвегия  | Эгиль Йелланн Фруде Андресен Даг Бьёрндален Уле-Эйнар Бьёрндален | + 1:41.8  | 0     |
| 5                 | Франция   | Франк Перро Рафаэль Пуаре Тьери Дюссере Херве Фландин            | + 2:30.2  | 0     |
| 6                 | Финляндия | Веса Хиеталахти Вилле Райкконен Эркки Латвала Пааво Пурунен      | + 2:51.9  | 0 1 0 |
| Финишный протокол |           |                                                                  |           |       |

### Командная гонка
Дата: 6 февраля 1996
| Место | Страна   | Спортсмен                                                          | Время    | Стр. |
| ----- | -------- | ------------------------------------------------------------------ | -------- | ---- |
| 1     | Беларусь | Вадим Сашурин Олег Рыженков Александр Попов Пётр Ивашко            | 26:05.6  | 0    |
| 2     | Россия   | Виктор Майгуров Владимир Драчев Павел Муслимов Сергей Рожков       | + 32.3   | 2    |
| 3     | Италия   | Рене Катаринусси Пьер-Альберто Каррара Патрик Фавре Хуберт Лайтгеб | + 44.2   | 3    |
| 4     | Норвегия | Халвар Ханевольд Эгиль Йелланн Йон Оге Тюллум Уле-Эйнар Бьёрндален | + 1:11.7 | 4    |
| 5     | Австрия  | Вольфганг Пернер Мартин Пфуртшеллер Людвиг Гредлер Райнхард Нойнер | + 1:17.9 | 4    |
| 6     | Германия | Франк Лук Свен Фишер Марк Кирхнер Рикко Гросс                      | + 1:23.2 | 4    |

## Женщины

### Спринт 7,5 км
Дата: 8 февраля 1996
| Место             | Страна   | Спортсмен                  | Время   | Стр. |
| ----------------- | -------- | -------------------------- | ------- | ---- |
| 1                 | Россия   | Ольга Ромасько             | 22:30.5 | 0-0  |
| 2                 | Норвегия | Анн-Элен Шелбрейд          | + 19.4  | 0-1  |
| 3                 | Швеция   | Магдалена Форсберг         | + 22.0  | 0-0  |
| 4                 | Россия   | Галина Куклева             | + 22.6  | 1-0  |
| 5                 | Франция  | Коринн Ниогре              | + 43.0  | 0-1  |
| 6                 | Норвегия | Хильдегун Миккельсплас     | + 45.6  | 0-0  |
| 7                 | Норвегия | Анн-Элен Скьелбрейд        | + 47.7  | 0-1  |
| 8                 | Норвегия | Анетт Сиквеланд            | + 54.9  | 1-1  |
| 9                 | Франция  | Флоранс Баверель-Робер     | + 56.3  | 0-1  |
| 10                | Германия | Симона Грайнер-Петтер-Мемм | + 56.6  | 0-2  |
| Финишный протокол |          |                            |         |      |

### Индивидуальная гонка на 15 км
Дата: 3 февраля 1996
| Место             | Страна   | Спортсмен                  | Время    | Стр.    |
| ----------------- | -------- | -------------------------- | -------- | ------- |
| 1                 | Франция  | Эммануэль Кларе            | 46:43.1  | 1-0-0-1 |
| 2                 | Россия   | Ольга Мельник              | + 1:12.2 | 0-1-0-0 |
| 3                 | Украина  | Олена Петрова              | + 1:32.6 | 0-0-0-1 |
| 4                 | Италия   | Натали Сантер              | + 1:39.9 | 0-1-0-1 |
| 5                 | Беларусь | Светлана Парамыгина        | + 2:01.3 | 0-1-0-0 |
| 6                 | Болгария | Iwa Karagjosowa            | + 2:03.3 | 0-0-0-0 |
| 7                 | Украина  | Олена Зубрилова            | + 2:04.0 | 1-1-0-0 |
| 8                 | Беларусь | Наталья Рыженкова          | + 2:50.7 | 0-1-1-0 |
| 9                 | Франция  | Анн Бриан                  | + 3:13.2 | 1-0-2-1 |
| 10                | Германия | Симона Грайнер-Петтер-Мемм | + 3:26.3 | 0-0-2-1 |
| Финишный протокол |          |                            |          |         |

### Эстафета 4 Х 7,5 км
Дата: 10 февраля 1996
| Место             | Страна   | Спортсмен                                                                      | Время     | Стр.    |
| ----------------- | -------- | ------------------------------------------------------------------------------ | --------- | ------- |
| 1                 | Германия | Уши Дизль Симона Грайнер-Петтер-Мемм Катрин Апель Петра Беле                   | 1:33:59.8 | 0       |
| 2                 | Франция  | Коринн Ниогре Флоранс Баверель-Робер Эмманюэль Кларе Анн Бриан                 | + 2:45.0  | 0 2 1   |
| 3                 | Украина  | Татьяна Водопьянова Валентина Цербе Олена Петрова Олена Зубрилова              | + 2:48.3  | 1 0     |
| 4                 | Норвегия | Анн-Элен Шелбрейд Аннетте Сиквеланд Хильдегун Миккельсплас Лив-Грете Шельбрейд | + 2:58.3  | 1 0 1 0 |
| 5                 | Россия   | Ольга Мельник Галина Куклева Олеся Федосеева Ольга Ромасько                    | + 3:10.9  | 0 1     |
| 6                 | Беларусь | Наталья Рыженкова Наталья Пермякова Светлана Белан Светлана Парамыгина         | + 3:59.9  | 0       |
| Финишный протокол |          |                                                                                |           |         |

### Командная гонка
Дата: 6 февраля 1996
| Место             | Страна   | Спортсмен                                                                 | Время    | Стр.    |
| ----------------- | -------- | ------------------------------------------------------------------------- | -------- | ------- |
| 1                 | Германия | Катрин Апель Петра Беле Уши Дизль Симона Грайнер-Петтер-Мемм              | 23:23.6  | 0+1+1+0 |
| 2                 | Украина  | Татьяна Водопьянова Олена Петрова Олена Зубрилова Нина Лемеш              | + 59.1   | 1+1+1+0 |
| 3                 | Франция  | Анн Бриан Коринн Ниогре Флоранс Баверель-Робер Эмманюэль Кларэ            | + 1:02.3 | 0+0+2+1 |
| 4                 | Беларусь | Людмила Орловская Светлана Парамыгина Наталья Рыженкова Наталья Пермякова | + 2:04.2 | 0+0+2+1 |
| Финишный протокол |          |                                                                           |          |         |